# Ivan Píriev
Ivan Aleksandrovitx Píriev (rus: Ива́н Алекса́ндрович Пы́рьев, Kamen, 17 de gener de 1901 - Moscou, 7 de febrer de 1968) va ser un director de cinema soviètic, Artista del poble de l'URSS (1948).

## Biografia
Ivan Pýriev va néixer el 17 de gener de 1901 en el seló Kamen, actual Kamen-na-Obí, en aquells dies en el territori del uiezd de Barnaül de la gubernia de Tomsk, avui Krai de l'Altai. El 1923 va acabar els seus estudis d'actor i director d'escena en els Tallers Estatals Experimentals de Teatre (GEKTEMAS). Des de 1921 era actor en el1. er Teatre dels Treballadors del Proletkult. Va treballar en l'obra de Serguei Eisenstein Meksikanets i en Els de Vsevolod Meyerhold.
El 1925 va començar a treballar al cinema. Va desenvolupar la seva activitat com a guionista i director en els estudis Goskinó, Proletkinó i Soyuzkino (després Mosfilm). Des de 1926 treballa com a ajudant de direcció a les pel·lícules de Iuri Taritx. Va ser autor i coautor dels guions de Otórvannyie rukava, Tókar Alekséyev, Budte takimi, Perepoloj, Tretia mólodost, Peregón smerti. Va guanyar popularitat amb les seves comèdies musicals Bogataia nevesta, Traktoristi, Svinarka i pastuj, Kubanskie kazaki, els musicals romàntics V xest txasov vétxera posle voiní i Skazanie o zemlé Sibírskoi. En totes aquestes pel·lícules participa la seva dona Marina Ladínina. Entre 1954 i 1957 va ocupar el càrrec de director de l'estudi Mosfilm i entre 1957 i 1965 va ser president del comitè de la Unió de Cineastes de l'URSS, de la qual va ser membre fundador. D'aquest període cal destacar les seves adaptacions de les obres de Fiódor Dostoievski L'idiota (1958) i Els germans Karamázov (1969, pòstuma), premiada al 6è Festival Internacional de Cinema de Moscou. Va ser diputat del Soviet Suprem de la Unió Soviètica.
El director estava malalt del cor, després de diversos infarts, va morir el 7 de febrer de 1968. La pel·lícula Els germans Karamázov va ser finalitzada per Kiril Lavrov i Mikhaïl Uliànov. Va ser enterrat al cementiri Novodevitxi de Moscou.

## Premis i condecoracions
- Premi Stalin (1941) per la pel·lícula Traktoristy (1939)
- Premi Stalin (1942) per la pel·lícula Svinarka i pastuj (1941)
- Premi Stalin (1943) per la pel·lícula Sekretar raikoma (1942)
- Premi Stalin (1946) per la pel·lícula V shest txasov vétxera posle voiný (1944)
- Premi Stalin (1951) per la pel·lícula Kubánskiye kazaki (1949).
- Premi del Consell Mundial de la Pau pel documental My za mir (1951)
- Orde de Lenin (1938, 1948)
- Orde de la Bandera Roja del Treball (1944, 1950, 1951, 1961)
- Artista del poble de l'URSS (1948)
- Premi especial del jurat de Federació Cinológica Internacional (1969)

## Filmografia
- 1929 — Postoronniàia jenstxina ("La dona estranya")
- 1930 — Gosudàrtvenni txinovnik ("El funcionari públic")
- 1933 — Konveyer smerti (Tovar plostxadéi) ("La cadena de la mort" o "Mercaderia de places")
- 1936 — Partini bilet ("El carnet del partit")
- 1937 — Bogataia nevesta ("La núvia rica")
- 1939 — Traktoristi ("Tractoristas")
- 1940 — Liubímaia dévuixka ("La noia volguda")
- 1941 — Svinarka i pastuj ("La porquera i el pastor")
- 1942 — Sekretar raikoma ("El secretari del comitè del districte")
- 1944 — V shest txasov vétxera posle voiní ("A les sis de la tarda després de la guerra")
- 1948 — Skazánie o zemlé Sibírskoi ("Història de la terra de Sibèria")
- 1949 — Kubánksie kazaki ("Cosacs del Kubán")
- 1951 — Mi za mir ("Estem per la pau", amb Joris Ivens)
- 1954 — Ispitanie vérnosti ("La prova de fidelitat")
- 1958 — Idiot ("L'idiota")
- 1959 — Bélie notxi ("Nits blanques"). Guionista.
- 1960 — Soverxenno seriozno ("Completament de debò")
- 1962 — Naix obstxi drug ("El nostre amic comú"). Guionista juntament amb Vladlen Loguinov.
- 1964 — Svet daliokoi zvezdí ("Llum de l'estrella llunyana")
- 1968 — Els germans Karamázov. Guionista i director.